# A las diez en mi barrio
A las diez en mi barrio fue un programa de televisión emitido en España los miércoles en 1956, uno de los primeros que se programaron a través del entonces recién inaugurado medio de comunicación en el país. Estaba presentado por los hermanos José Luis y Antonio Ozores.

## Formato
El espacio se encuadraba dentro del género que se conoce como programa de variedades y la gran innovación que supuso con respecto a otros formatos similares de la época fue que los presentadores se desplazaban al domicilio particular de los telespectadores y allí se interesaban por sus problemas y sus quejas.